# GSU Sports Arena
Die Georgia State University Sports Arena (kurz GSU Sports Arena) ist eine Sporthalle auf dem Campus der Georgia State University in der US-amerikanischen Stadt Atlanta im Bundesstaat Georgia. Die Halle steht der Sportabteilung der GSU, den Georgia State Panthers, zur Verfügung. Die Hauptnutzer sind die NCAA-Basketballmannschaften der Männer und Frauen. Auch die NCAA-Volleyballmannschaft der Frauen nutzt die Sportstätte. Die Halle bietet bei Basketballspielen Platz für 3.854 Zuschauer.

## Geschichte
Der Bau der GSU Sports Arena begann 1972 und im Jahr darauf wurde die Arena fertiggestellt. 1996 wurde die Sportstätte für die Austragung der olympischen Badmintonwettbewerbe genutzt. Die Arena unterteilt sich in vier Ebenen. In der ersten befindet sich die Leichtathletikabteilung der Universität, in der zweiten Umkleideräume, in der dritten die Haupthalle. Über die dritte und vierte Ebene verteilen sich die Zuschauerränge. Vor der Saison 2003/04 wurde ein neues Spielfeld verlegt. Am 12. Dezember 2003 erhielt das Spielfeld den Namen Charles “Lefty” Driesell Court, zu Ehren des ehemaligen Trainers „Lefty“ Driesell (1997–2003). 2006 wurde an eine Hallenwand eine Anzeigetafel mit Bildschirm installiert. Im Sommer 2015 erhielt die Halle einen Videowürfel unter dem Hallendach, die die alte Anzeigetafel ersetzte.
Im Mai 2012 stellte die Georgia State University einen Masterplan für die Modernisierung der Sportstätten der Universität vor. Bei der GSU Sports Arena soll unter anderem das Spielfeld um 90° gedreht werden. Die Anzahl der Sitzplätze soll von 3.400 auf 4.100 gesteigert werden. Insgesamt würde die Halle bis zu 5.000 Besucher fassen.

## Galerie

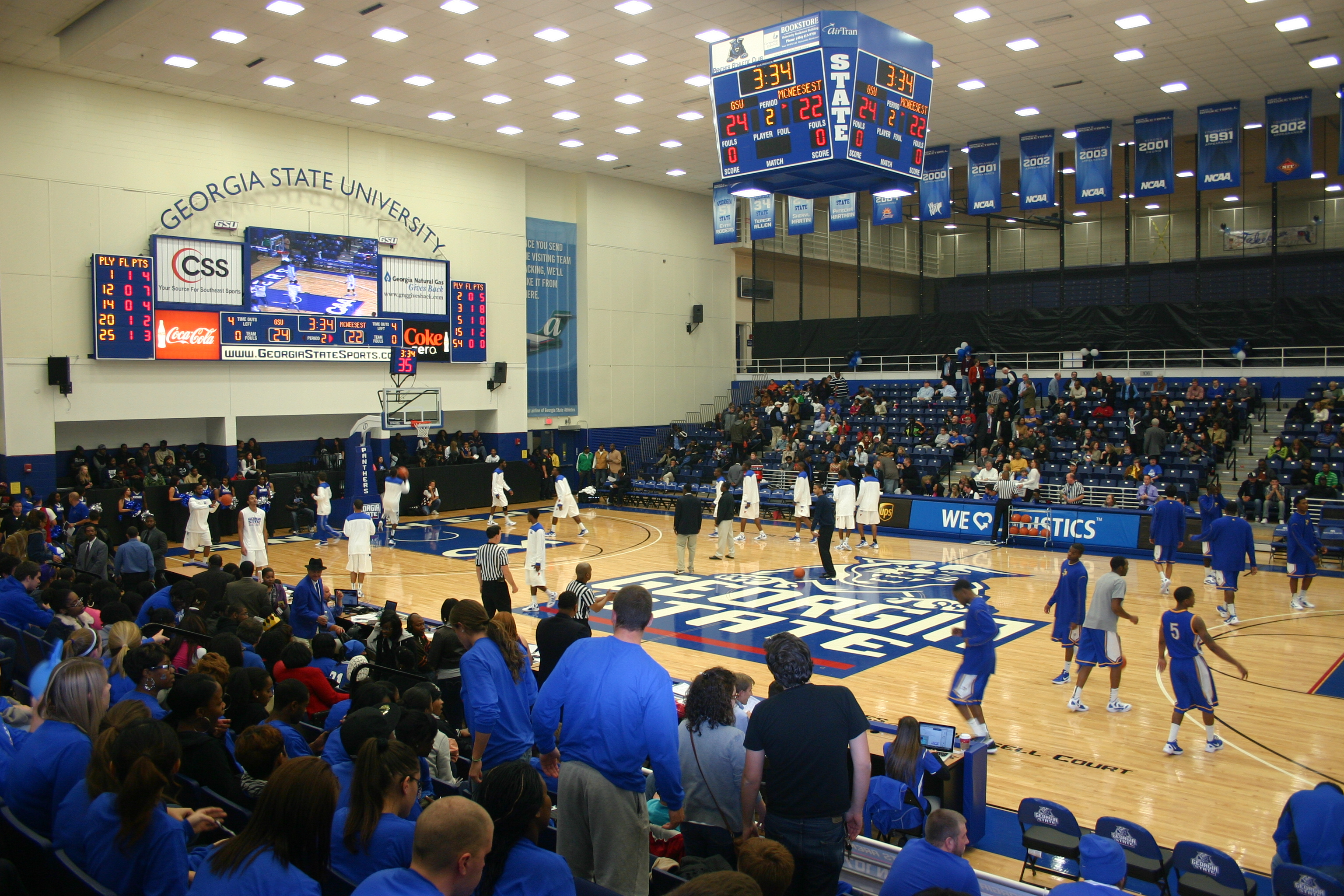
Innenraum der Halle (November 2011)
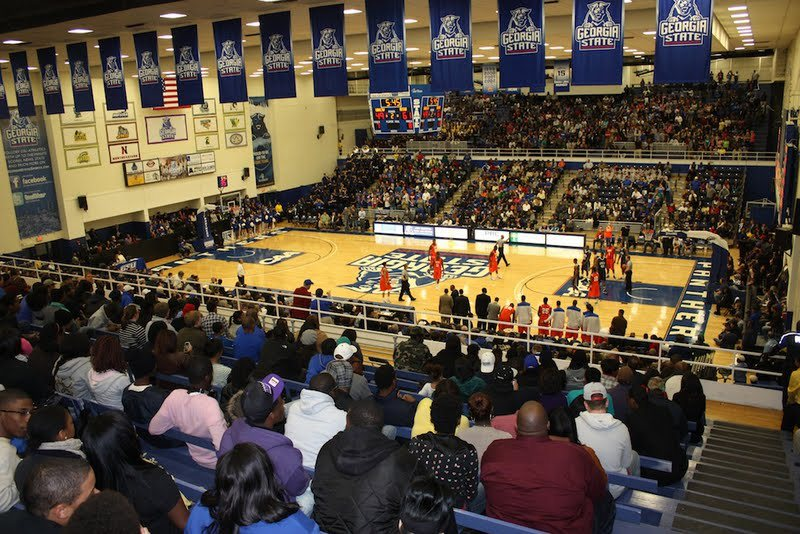
Juni 2012